# کوروش عطائی
کوروش عطائی متولد ۱۳۶۹ در بجنورد و مستندساز ایرانی است. عطائی یکی از دو کارگردان مستند در جستجوی فریده است که به عنوان نماینده ایران برای رقابت در جایزه اسکار بهترین فیلم بین‌المللی انتخاب شد است.

## تحصیلات
عطائی دارای مدرک کارشناسی کارگردانی سینما و کارشناسی ارشد ادبیات نمایشی از دانشگاه هنر تهران است.

## آثار
- از ایران، یک جدایی
- در جستجوی فریده